# Anaerotignum
Anaerotignum es un género de bacterias grampositivas de la familia Lachnospiraceae. Fue descrito en el año 2017. Su etimología hace referencia a pequeño bastón anaerobio. Son bacterias anaerobias estrictas. Incluye especies móviles e inmóviles. Fermenta piruvato y lactato a acetato y propionato. Se ha aislado tanto del intestino humano como de animales, además de aislamientos ambientales. 